# Sistema omaha de parentesco

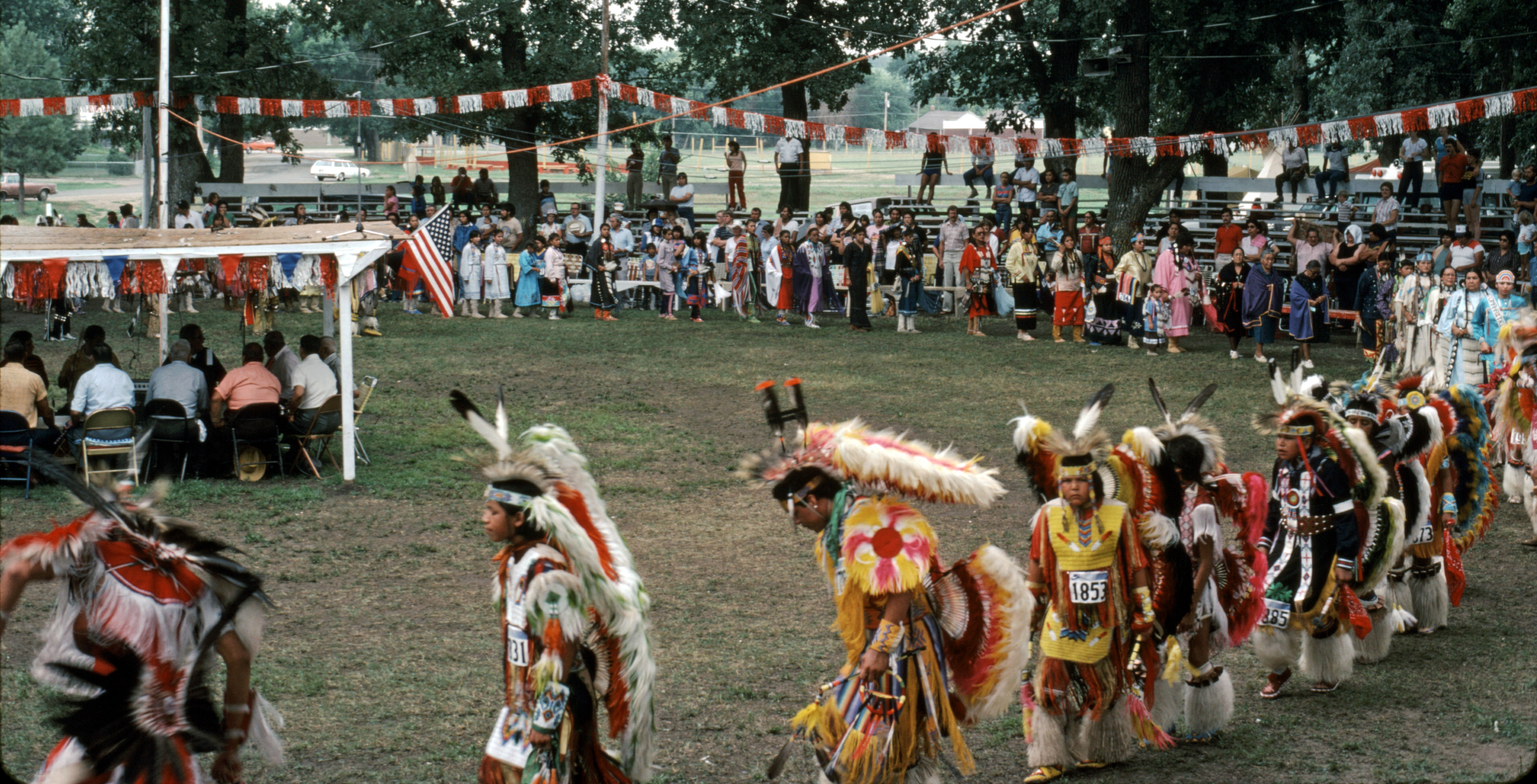
Los sistemas de parentesco de tipo omaha son nombrados así por una tribu indígena de Nebraska (Estados Unidos) en cuyo lenguaje Morgan descubrió el sistema. En la imagen, una danza tribal omaha.

El sistema omaha de parentesco es un conjunto de términos de parentesco que se emplea para definir las relaciones parentales en algunas sociedades. Fue identificado por el antropólogo estadounidense Lewis Henry Morgan en su libro Systems of Consanguinity and Affinity of the Human Family, publicado en 1871. El omaha es uno de los seis grandes sistemas terminológicos de parentesco en los que se clasifica el total de las nomenclaturas conocidas para la identificación de los lazos familiares en diversas lenguas del mundo; los otros son el esquimal, el iroqués, el crow, el hawaiano y el sudanés. 
En algunas ocasiones se lo define como la imagen especular del sistema crow, con el que constituye el llamado sistema crow-omaha. La diferencia entre los tipos omaha y crow radica en que estos últimos se presentan en sociedades donde la filiación se transmite a través de la madre, es decir, se trata de sociedades matrilineales. En contraste, los sistemas omaha se presentan en sociedades patrilineales, es decir, en aquellas donde la descendencia de una pareja es adscrita al linaje del padre.

## Características del sistema
Como se ha dicho, los sistemas omaha tienen un funcionamiento similar al de los sistemas crow. Ambos denominan con términos equivalentes a todos los miembros del mismo sexo en el mismo grupo de descendencia, dependiendo de su filiación. Sin embargo, dado que las nomenclaturas de tipo omaha se presentan en sociedades patrilineales, en las sociedades con estos sistemas Ego emplea el mismo término para designar al padre, a los hermanos varones del padre y a los primos cruzados de género masculino. Lo mismo ocurre con la madre y las hermanas de la madre de Ego, que son todas llamadas con el mismo término. Mientras tanto, los primos paralelos son denominados con el mismo término que Ego emplea para referirse a sus hermanos. Por otra parte, en los sistemas de nomenclatura del tipo omaha, las generaciones se fusionan: los primos cruzados matrilaterales de Ego ascienden una generación, de modo que se emplea el mismo término para designar al hermano de la madre y a los hijos varones de este —en otras palabras, los que para los hablantes de español son primos maternos, para un omaha o un igbo serían llamados tíos—. Lo contrario ocurre con los parientes paternos: de ese lado, los primos cruzados descienden una generación —de modo que en estas sociedades los primos cruzados patrilaterales de Ego son llamados con el mismo término—.
Para interpretar las características del sistema de parentesco omaha, Françoise Héritier —siguiendo a Floyd Lounsbury— señala que los sistemas de nomenclatura del tipo omaha siguen las siguientes reglas. La primera de ellas es la regla de la fusión, de acuerdo con la cual, los sistemas de parentesco tipo omaha reconocen una equivalencia formal entre hermanos del mismo género. La segunda regla es la regla de los hermanastros, donde los medios hermanos, hijos de un mismo padre o madre, pero no de ambos progenitores, son iguales a los hermanos; de acuerdo con Héritier, funcionalmente hermanos y hermanastros juegan papeles similares en la red de relaciones de parentesco y de la sociedad en general. La última regla propuesta por Héritier es la regla de la proyección oblicua, de acuerdo con la cual dos generaciones pueden ser equivalentes en el sistema de nomenclatura. Por ejemplo, en el caso del sistema omaha, ego puede llamar hijos tanto a sus propios hijos como a sus primos cruzados matrilaterales, en otras palabras utiliza el mismo término para referirse a miembros de la generación descendiente y de la generación a la que él mismo pertenece. 
Claude Lévi-Strauss define a los sistemas de parentesco tipo crow-omaha como sistemas semicomplejos. No se trata de estructuras elementales de parentesco, donde las normas sociales prescriben quienes son los candidatos potenciales a contraer nupcias con ego, sino de sistemas restrictivos en los cuales las clasificaciones operan en sentido negativo, es decir, la norma social define con quien no puede desposarse una persona. Lévi-Strauss señalaba que los sistemas de parentesco crow-omaha:

pueden ser descritos como sistemas que anulan la distinción entre intercambio restringido e intercambio generalizado [de mujeres], es decir, entre dos fórmulas consideradas habitualmente como incompatibles. De esta manera, la aplicación simultánea de dos fórmulas simples permite garantizar matrimonios entre grados alejados [de parentesco], mientras que de la aplicación aislada de una u otra fórmula sólo habría resultado el matrimonio entre diferentes tipos de primos cruzados.

## Distribución geográfica

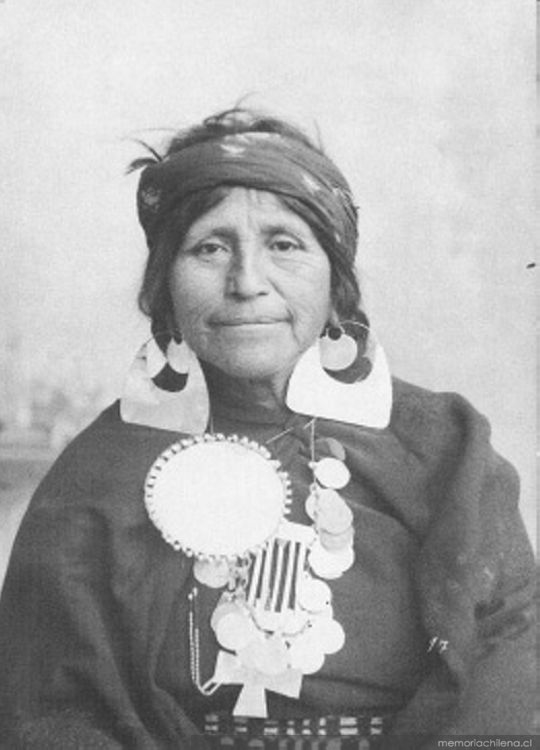
El mapudungun registra rasgos típicos de los sistemas de parentesco omaha. Un hombre llamaría a su madre ñuke, término que también emplearía para referirse a la hija del hermano de su madre. Para llamar a su hijo, una mujer emplearía el término püñeñ, que también sirve para designar al hijo de la hermana de su padre. En la imagen, una mujer mapuche retratada en 1890.

Las terminologías de parentesco del tipo omaha aparecen con relativa frecuencia entre las sociedades indígenas de América del Norte. Aparece emblemáticamente entre los omaha, un pueblo indígena originario de Nebraska (Estados Unidos), aunque también está documentado entre los choles y los tzotziles de Chalchihuitán (Chiapas, México). Rara vez se los encuentra fuera del subcontinente norteamericano. Existe evidencia de su empleo en la sociedad mapuche en Chile, los igbo en Nigeria y varias tribus del estado de Australia Occidental (Australia).